# Lathys foxi
Lathys foxi là một loài nhện trong họ Dictynidae.
Loài này thuộc chi Lathys. Lathys foxi được miêu tả năm 1891 bởi Marx.